# Singcsonti csuklófeszítő izom

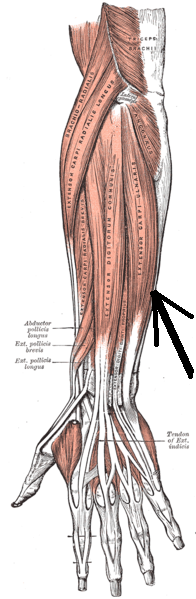
Az alkar izmai (a nyíl jelöli a singcsonti csuklófeszítő izmot)

A singcsonti csuklófeszítő izom (latinul Musculus extensor carpi ulnaris) egy izom az ember alkarján.

## Eredés, tapadás, elhelyezkedés
A felkarcsont (Humerus) külső könyökdudorán (Epicondylus lateralis humeri) ered és végig futva singcsontnak (Ulna) a belső részén keresztül a csuklón az V. kézközépcsont (Metacarpus) fejecsén tapad. 

## Funkció
Feszíti (dorsalflexio) és közelíti (adductio) a kezet a csuklóízületben (a törzshöz).

## Beidegzés, vérellátás
A nervus radialis nervus interosseous antebrachii posterior része idegzi be. Az arteria ulnaris látja el vérrel.